# 安田佑子
安田 佑子（やすだ ゆうこ、1972年〈昭和47年〉1月19日 - ）は宮城県仙台市出身のフリーアナウンサーで、ライター。作詞・訳詞家。元東日本放送アナウンサー。聖心女子大卒。
現在、オスカープロモーション所属。

## 来歴・人物
子供の頃は、テレビアニメでどのキャラとどのキャラが同じ声優が演じているのかを当てるのが得意だった。また中学・高校生時代は前日視たテレビドラマのシーンをみんなの前で一人で演じるということをよくやっていた。
中学・高校は中高一貫校に在学。部活は中学生時代はバレーボール部だったが、高校生になってからは放送部。「校内放送が何かかっこいい」と思い、バレーボール部だったクラブメイト10数人と一緒に放送部に入ったという。高校の放送部はコンテストなどの活動も盛んで、放送の全国コンテストで高校２年生の時に２位、高校３年生の時に１位の成績を収める。
ラジオ好きであり、よく聞いていたラジオ番組は『ビートたけしのオールナイトニッポン』『サンプラザ中野のオールナイトニッポン』『ヤングパラダイス』『小倉久寛のオグラでオグラだ!』『渡辺正行の東京めぐりブンブン大放送』（いずれもニッポン放送）。
佑子の「佑」の字を「祐」と間違えられることが多い。「斎藤佑樹さんと本田圭佑さんのおかげでだいぶ「佑」の知名度が上がり嬉しい」と話す。
2004年9月から韓国へ留学し、2007年4月に帰国。
近年は、作詞・訳詞家としても活動。朝の連続テレビ小説「ひよっこ」の挿入歌「恋のうた」など。

## 局アナ時代の出演番組
- 八波一起のTVイーハトーブ（2代目アシスタント）
- モモの時間
- KHBステーションEYE[1]

## フリー転向後の諸活動

### テレビ・ラジオ
- ABCテレビ「サントリーミステリー大賞スペシャル」リポーター+ナレーション
- TBSテレビ「エクスプレス」リポーター
- TBSテレビ「おはよう!グッデイ」
- TBSテレビ「防災特別番組」リポーター
- とちぎテレビ「チーム大地のゴルフON&ON! 〜橋本大地のフェード最強論〜」
- TBSラジオ「嶌信彦のエネルギッシュトーク」レギュラー
- TBSラジオ「嶌信彦 人生百景「志の人たち」」レギュラー※2017年現在出演中
- ラジオ日本「ヨコハマ・ラジアンヌスタイル」
- J-WAVE「シアターマツモト」
- J-WAVE クリスマスプレゼンツ
DEAR MY FRIENDS「忘れな草」吉沢多喜子役 w／木野花

### CM
- セブンイレブン ラジオCM
- JCBカード ラジオCM
- 三共製薬「新ルルK」 ラジオCM
- 武田薬品「アリナミンEX」 ラジオCM
- NTT DoCoMo ラジオCM
- シェリル・クロウ「SOAK UP THE SUN」テレビ+ラジオスポット

### イベント司会
- 「いい夫婦の日 ナイスカップル大賞」授賞式 w／鈴木史朗
- 香港映画祭オープニングイベント司会
- 東京国際映画祭アジア賞授賞式司会
- テレビマンユニオン「アマチュア室内楽フェスティバル」 w／朝岡聡
- 「ヴァネッサ・カールトン」ショーケースライブ司会
- 韓流スター　ファンミーティング
- 女性誌・男性誌ファッション、コスメ等カルチャーイベント司会

### 舞台
- 「ベアトリーチェ・チェンチの肖像」ルクレツィア・チェンチ役

### 作詞
- 「風のオリヴァストロ」歌唱：ソン・シギョン（2012）、井上芳雄（2017)
- 「恋のうた」朝の連続テレビ小説「ひよっこ」挿入歌　歌唱：太田裕美
- ミュージカル「DOROTHY（ドロシー）〜オズの魔法使い〜」（2022）[3]

### 訳詞
- ミュージカル「ナイン・テイルズ　九尾狐の物語」（2018年１月　豊橋で初演）